# گلزار (بردسیر)
گُلزار، مرکز بخش گلزار و شهری در شهرستان بردسیر استان کرمان در جنوب شرقی ایران است.
شهر گلزار در ۵۹ کیلومتری شهر بردسیر واقع شده‌است.گلزار از مناطق اصلی تولید فرش ماشینی در منطقه کرمان است.
اسم پیشین قریه العرب «ده تا زیان» بوده‌است. قدمت و بنیه اقتصادی قریه العرب از شکل بناهای موجود آن که برخی بر اثر احداث خیابان به شکل نیمه ویرانه درآمده، به خوبی هویداست. کنار آبادی قلعه‌های مخروبه ای دیده می‌شود و محلات قدیمی با بافت معماری ویژه نشان دیگری از قدمت شهر می‌باشد. این روستا علاوه بر قدمت، دارای هویت خاص فرهنگی است. ساختمان باز سازی شده امامزاده عبدالله در قسمت شمال شرق شهر دار ای ویژگی جالب توجهی است و منظره ای بدیع بدان بخشیده‌است. در داخل روستا یک برج قدیمی وجود دارد که گفته می‌شود یادگار دوره سلجوقیان است. شهر قریه العرب از کانون‌های مهم قالیبافی استان است
در باب نامگذاری این روستا به قریه العرب گفته می‌شود: «شهر کرمان در نخستین روز تابستان سال ۶۵۴ میلادی به تصرف اعراب درآمد که «مجاشع بن مسعود سلمی» فرماندهی آنان را بر عهده داشت. مؤلف تاریخ «منتظم ناصری» وقوع این رویداد را سال ۶۵۱ میلادی مطابق سال ۳۱ هجری ذکر کرده‌است. هنگام تصرف کرمان، هنوز یزدگرد سوم ـ شاه ساسانی ـ زنده و در شهر مرو بود که وی نیز در همین سال کشته شد.
«مجاشع» پس از تصرف کرمان و دعوت شهروندان به اسلام، به دلایل امنیتی اجازه نداد که سپاهیانش در شهر مستقر شوند؛ زیرا شنیده بود که کرمانیان به آیین زرتشت تعصب می‌ورزند. بنابر این، لشکریان او در یک روستای کوچک در چهار فرسنگی جنوب شهر کرمان (که بعداً معروف به قنات غسّان شد) خیمه زدند و مستقر شدند. سپس نواحی دیگر کرمان تا «سند» به تصرف مسلمانان درآمد. ولی همچنان شهر کرمان مرکز حکومت منطقه بود.
با وجود سقوط شهر کرمان؛ تا سالها، بسیاری از مناطق کوهستانی ایالت کرمان تسلیم نشده بودند. از جمله منطقه «راین» که دژی مستحکم داشت، و در دامنه کوه هزار واقع شده‌است.
در آن زمان فرمانده سپاه فاتح برای سکونت عرب‌های مهاجر که همیشه در پی لشکر در حرکت بودند «قریه العرب» را در ایالت کرمان ساخت که کرمانیان آن را «ده تازیان» می‌نامیدند و هنوز هم بعضی از مردم به همین نام می‌خوانند.
در همین سال (۶۵۴ میلادی) سرزمین‌های شرقی دیگر ایران از جمله سیستان، قندهار و کابل به دست اعراب افتاد که شهر زرنگ (زرنج) به عنوان حکومت نشین آن‌ها تعیین شده بود.

## جمعیت
بر پایه سرشماری عمومی نفوس و مسکن در سال ۱۳۹۵ جمعیت این شهر ۵٬۴۴۵ نفر (در ۱٬۷۱۱ خانوار) بوده‌است.

## آب و هوا و اقلیم
شهر گلزار دارای آب و هوای معتدل کوهستانی و تابستان‌های خنک و زمستان‌های سرد است. این شهر در ارتفاع ۲٬۳۲۸ متری از سطح دریا واقع شده‌است.

## جاذبه‌های گردشگری
- قلعه گلزار (قلعه قریةالعرب)،[۴]
- آسیاب آبی گلزار که مربوط به دوران قاجار است،[۵]
- مناره گلزار،[۶]
- مسجد جامع گلزار از دورهٔ سلجوقی که در مرکز شهر گلزار قرار دارد[۷]
- روستای زیبای صاحب آباد که در دامنهٔ کوه هزار واقع شده و از چشم‌انداز دلنوازی برخوردار است

## امکانات شهر
این شهر یک ناحیهٔ صنعتی، سد انحرافی و ۱۲ کیلومتر کانال آب دارد.
طرح آبرسانی از گلزار به شهر کرمان که یکی از مهم‌ترین طرح‌های زیربنایی آبرسانی جنوب شرق ایران بوده‌است.
شمس الدین سعید، شمس الدین، سعید، معاذاللهی و سلیمانی از فامیل‌های معروف آن هستند. ابراهیم‌آباد «ابرام آباد»، کثیر آباد، آتشون، شیرینک، چهارطاق، راسک، اردیکان، باب شمیل، باب بیدویه، باب کهنویه، باب چنزوییه و صاحب آباد از توابع آن است.